# Leila Nachawati
Leila Nachawati és una activista hispanosiriana en favor dels drets humans i la llibertat d'expressió. És professora de Comunicació a la Universitat Carles III de Madrid, on estudia el doctorat en mitjans i censura en contexts repressius. Col·labora amb diversos mitjans de comunicació com Global Voices, Al-Jazeera i Eldiario.es. Llicenciada en Filologia Anglesa i Filologia Àrab, també ha treballat en cooperació per al desenvolupament al Marroc.